# Nascemos pra Cantar
O melhor de Sandy e Junior - Nascemos Pra Cantar é uma coletânea musical com canções da dupla brasileira de música pop Sandy e Junior, lançada em 1997, pela gravadora Mercury. Consiste em dez canções advindas de seis álbuns de estúdio da dupla.

## Produção e gravação
Com relação a produção visual, as fotos da capa, contracapa e encarte foram tiradas por Chico Audi; a direção de arte ficou a cargo de Cê Alves Pinto, o projeto gráfico foi feito por Luciana Ribeiro sob coordenação de Souza Adnet.
As primeiras edições do álbum vinham com um slipcase (luva).

### Seleção de canções
O álbum incluiu originalmente canções de seis álbuns de Sandy e Junior, lançados entre 1991 e 1997, a saber: Sábado à Noite, Tô Ligado em Você, Pra Dançar com Você, Você É D+, Dig-Dig-Joy e Sonho Azul. Após o sucesso da novela Era uma Vez..., da TV Globo, em 1998, o álbum foi relançado e a música "Vai Ter Que Rebolar" (faixa de número 10) foi retirada e substituída pela música "Era Uma Vez..." com participação do cantor Toquinho.
Nenhuma canção de Aniversário do Tatu, de 1990, foi incluída.

## Desempenho comercial
Logo após seu lançamento, o CD rapidamente alcançou o status de disco de platina, com 250 mil cópias vendidas. Em 1999, a dupla recebeu um disco duplo de platina, refletindo o sucesso contínuo dessa compilação e de outras três coletâneas populares no programa Planeta Xuxa, da TV Globo.

## Lista de faixas
- Créditos adaptados do encarte do CD Nascemos pra Cantar, de 1997.[3]

| N.º | Título                                           | Compositor(es)                                                         | Álbum original      | Duração |  |
| 1.  | "Inesquecível" (Incancellabile)                  | Cheope, G. Carella, F. Baldoni, G. De Stefani; Versão: Cláudio Rabello | Sonho Azul          | 3:42    |  |
| 2.  | "Primeiro Amor" (First Love)                     | Teddy Randazzo Roger Joyce; Versão: Kassiano, Rocky                    | Tô Ligado em Você   | 3:23    |  |
| 3.  | "Sábado à Noite" (Down at The Twist and Shout)   | Mary Chapin Carpenter; Versão: Chitãozinho, Xororó, Joel Marques       | Sábado à Noite      | 3:22    |  |
| 4.  | "A Resposta da Mariquinha"                       | Zé Batuta, Quintíno Elizzeu, Zé do Rancho                              | Sábado à Noite      | 3:06    |  |
| 5.  | "Não Ter" (Non C'è)                              | Cremonese, Valsoglio, Cavaii; Versão: Cláudio Rabello                  | Dig-Dig-Joy         | 4:52    |  |
| 6.  | "Etc... e Tal" (Any Man of Mine)                 | Shania Twain, R. J. Lange; Versão Darcy Rossi                          | Dig-Dig-Joy         | 3:23    |  |
| 7.  | "Com Você" (I'll Be There)                       | Berry Gordy, Hall Davies, Wille Hutch, Bob West; Versão: Xororó, Noely | Pra Dançar com Você | 4:19    |  |
| 8.  | "Dig-Dig-Joy"                                    | Feio, Zé Enrique                                                       | Dig-Dig-Joy         | 3:26    |  |
| 9.  | "Splish, Splash" (Splish Splash)                 | Bobby Darin, Jenn Murray; Versão: Erasmo Carlos                        | Tô Ligado em Você   | 2:32    |  |
| 10. | "Vai Ter que Rebolar" (1)                        | Nenéo                                                                  | Você É D+           | 4:00    |  |
| 11. | "Tô Ligado Em Você" (You're The One That I Want) | John Farrar; Versão: Feio, Xororó, Noely                               | Tô Ligado em Você   | 2:38    |  |
| 12. | "Como Eu Te Amo" (I Will Always Love You)        | Dolly Parton; Versão: Rossi, Xororó                                    | Sonho Azul          | 4:31    |  |
| 13. | "Nascemos Pra Cantar" (Shambala)                 | Danny Moore; Versão: Xororó, Chitãozinho                               | Pra Dançar com Você | 3:05    |  |
| 14. | "Vamos Construir" (Love Can Build a Bridge)      | John Barlow, Paul Overstreet, Naomi Judd; Versão: Feio, Dena           | Sábado à Noite      | 4:30    |  |

- 1Substituída por "Era Uma Vez..." posteriormente.

## Certificações e vendas
| Região | Certificação | Vendas estimadas |
| ------ | ------------ | ---------------- |
| Brasil | 2× Platina   | 500,000          |